# アリールアルデヒドオキシダーゼ
アリールアルデヒドオキシダーゼ（aryl-aldehyde oxidase）は、次の化学反応を触媒する酸化還元酵素である。
芳香族アルデヒド + O2 + H2O {\displaystyle \rightleftharpoons } 芳香族カルボン酸 + H2O2
反応式の通り、この酵素の基質は芳香族アルデヒドと酸素と水、生成物は芳香族カルボン酸と過酸化水素である。
組織名はaryl-aldehyde:oxygen oxidoreductaseである。